# Emmanuel Aquin
Pour les articles homonymes, voir Aquin.
Emmanuel Aquin, né à Montréal le 27 janvier 1968, est un romancier, scénariste, éditeur, graphiste et illustrateur québécois. Il est le fils d'Hubert Aquin et d'Andrée Yanacopoulo.
Il a publié 11 romans en français au Québec, dans plusieurs genres. Il est le cofondateur des éditions Point de Fuite.

## Œuvre

### Romans
- Incarnations (Boréal, 1990)
- Désincarnations (Boréal, 1991)
- Réincarnations (Boréal, 1992)
- Icare (Boréal, 1995)
- Prométhée (Leméac, 2005)
- Phénix (Leméac, 2008)

### Littérature d'enfance et de jeunesse
- Le Sandwich au nilou-nilou (Boréal, 1996)
- Le Pigeon-doudou (Boréal, 1997)

### Romans et textes érotiques
- La Salamandre : un livre dont vous êtes l'éros (Point de Fuite, 2000)
- L'Hymne à l'hymen : un livre dont vous êtes l'éros (Point de Fuite, 2000)
- La chambranleuse : sexercices de style (Point de Fuite, 2000)
- La Pingouine : un roman noir (et rose) (Point de Fuite, 2001)